# Piero Testoni
Piero Testoni (Sassari, 22 dicembre 1951 – Sassari, 4 giugno 2025) è stato un politico e giornalista italiano.

## Biografia
Sassarese ma trapiantato a Milano già in giovane età, si laureò all'Università Cattolica e cominciò la carriera giornalistica, che negli anni lo portò prima al Messaggero e successivamente alla Rizzoli-Corriere della Sera, scrivendo di politica.
Nipote e biografo di Francesco Cossiga, al quale venne considerato politicamente vicino, nel 2000 scrisse a quattro mani con lui il libro-intervista La passione e la politica.
Nel 2001 diventò deputato di Forza Italia, venendo poi riconfermato nel 2006 e nel 2008. Divenne uno degli uomini chiave della comunicazione nello staff di Silvio Berlusconi. Restò in carica a Montecitorio fino al 2013.

## Opere
- Francesco Cossiga, la passione e la politica, Rizzoli, 2000.